# Schistura desmotes
Schistura desmotes és una espècie de peix de la família dels balitòrids i de l'ordre dels cipriniformes.

## Morfologia
Els mascles poden assolir els 6,7 cm de longitud total.

## Distribució geogràfica
Es troba a les conques dels rius Chao Phraya i Mae Khlong a Tailàndia i Malàisia.

## Amenaces
Les seues principals amenaces són els canvis antropogènics del seu hàbitat (com ara, la construcció de preses, la desforestació i les pràctiques agrícoles gens sostenibles).